# Neoneura esthera
Neoneura esthera är en trollsländeart som beskrevs av Williamson 1917. Neoneura esthera ingår i släktet Neoneura och familjen Protoneuridae. Inga underarter finns listade i Catalogue of Life.